# Неделчо Неделчев (писател)
Неделчо Бенев Неделчев е български писател, учител, читалищен и въздържателен деец, общественик.

## Биография и творчество
Неделчо Бенев Неделчев е роден на 1 ноември 1887 г. в село Иванковци, Габровско. Учи последователно в началното училище на съседната мах.Копчелии, в Априловската гимназия в Габрово и в Института за учители в Русе. Участва в Балканските войни 1912-1913 г  като достига от ефрейтор до звание фелдфебел от 7-а рота на 55-и пехотен полк, при обсадата на Одрин и при войната с гърците, за което през 1913 г е награден с орден „За храброст“ 4-степен. Участва и в Първата световна война, където е подофицер от 3-та дружина на 23-ти пехотен шипченски полк (1915 – 1918) . След войната работи като учител в Габрово в продължение на 33 г. Основател и председател на Габровския общински театър.
Автор на книгите „Китка кървави цветя“ (1929), „Война и любов“ (1930), „Поглед наоколо“ (1942), на стихосбирките „Моите песни“ (1935) и „С очила към луната“ (стихове и сценки, 1937), на 15 детски пиеси, сред които „Малките спасители“ (детска драма в 2 д., 1927), „За жива вода“ (2 издание, 1928), „Село или град“ (пиеска за деца, 1934), „Тайния ключ“ (детска драма 1936), „Борба за вяра“ (детска драма, 1940), както и на книгата „Живо езикознание. Ръководство за учители“ (1928) и много публикации в периодичния печат, включително във в. „Литературен глас“ (1942).
Автор е на драмите „Запис на заповед“ (антология „Светлоструй, 1936), „Авторът и героите“, „Венчален пръстен“, „Силите на живота“, „Драма на бъдещето“. През 1926 г. издава „Светлина от изток“ – книга с разкази от загиналия в Балканската война писател от съседната на Иванковци махала Копчалии Илия Иванов-Черен.
Основател и член на Съюза на писателите от провинцията в България. През 1967 г. е награден с орден „Кирил и Методий“ I степен.
Умира през 1971 г. в Габрово. Творчеството му не е събирано, изследвано и преиздавано.